# Trelleborg
Trelleborg je nejjižnější město ve Švédsku. Leží v kraji Skåne 30 km jižně od Malmö a žije v něm okolo 30 000 obyvatel.

## Historie
O pradávném osídlení svědčí dřevěné opevnění z vikingských dob, první písemná zpráva pochází z roku 1257 a městská práva získal Trelleborg v roce 1867.
Město původně žilo z rybolovu, obchodu i zemědělství (nachází se v úrodné oblasti Söderslätt). Od konce 19. století se rozvíjí průmyslová výroba, především firma Trelleborg AB, zabývající se výrobou pneumatik, významný je i potravinářský průmysl.

## Doprava
Zdejší přístav je po Göteborgu druhý největší ve Švédsku, přistávají zde především trajekty přes Baltské moře. Už od počátku 20. století fungoval vlakový trajekt do německého Sassnitz, součást rychlíkového spojení Berlín - Stockholm. Dnes provozují společnosti TT-Line, Stena Line a Unity Line spoje do Travemünde (Lübeck), Sassnitz, Rostocku, polského Svinoústí a litevské Klajpédy.

## Zajímavosti
Architektonickými památkami jsou kostel Sankt Nicolai kyrka a vodárenská věž.
Pro relativně teplé podnebí má Trelleborg přezdívku „Palmstaden“ (město palem).

## Partnerská města
- Sassnitz, Německo